# Shireen Sungkar
Shireen Sungkar (Yakarta, 28 de enero de 1992) es una actriz y cantante pop indonesia. Como actriz se hizo conocer tras interpretar su personaje como "Fitri" en la telenovela "Cinta Fitri", difundida por la cadena televisiva SCTV. Su padre, Mark Sungkar, también es un famoso actor.

## Carrera
Shireen comenzó su carrera artística siendo semifinalista en el concurso organizado por el evento GADIS, en 2006. Ella incursionó en el mundo de la actuación desde la infancia, Shireen fue elegida para interpretar su primer personaje. Su primer personaje fue un papel secundario en una telenovela llamada Bukan diriku, que contó con la colaboración de Baim Wong y Ririn Dwi Ariyanti. Su nombre se hizo de a poco conocido por su actuación en telenovelas, junto a Wulan Dhini Aminarti. También había actuado junto con, Putri Duyung y Teraniaya Perempuan.

## Sinetron/telenovelas
- Putri Duyung 2
- Bukan Diriku
- Wulan
- Cinta Fitri
- Anissa

## Personal
- The Sisters (2008-ahora) bersama Zaskia Sungkar

## Logros
- Tea Jus
- Nokia
- Panasonic Viera
- Lasegar
- Kia Motors
- Toyota Kijang Innova
- Sarden ABC
- Daihatsu Luxio
- PLN
- Pertamina